# Morpholeria walkeri
Morpholeria walkeri är en tvåvingeart som först beskrevs av Garrett 1925.  Morpholeria walkeri ingår i släktet Morpholeria och familjen myllflugor. Inga underarter finns listade i Catalogue of Life.